# Unidos en la Esperanza
Unidos en la Esperanza (en wolof: Benno Bokk Yakaar, con las siglas BBY), es una coalición política senegalesa de centro y centroizquierda fundada en 2012 por el partido Alianza por la República con los partidos AFP, PS y Rewmi, uniéndose en apoyo al presidente Macky Sall.
La coalición logró obtener la mayoría en la Asamblea Nacional en las elecciones de 2012 y 2017. En las elecciones de 2022 la coalición perdió un escaño, pero logró formar un gobierno mayoritario gracias al apoyo de Pape Diop, el único diputado de Bokk Gis Gis.
Sin embargo, el 25 de septiembre de 2022, Aminata Touré, quien dirigió la campaña electoral de 2022, anunció que ya no se sentaría con BBY en la Asamblea Nacional, acusando al presidente Sall de promover a Amadou Mame Diop como presidente de la Asamblea Nacional debido a "lazos familiares", lo que significa que el gobierno perdió la mayoría en la cámara.

## Composición
| Partido | Partido                            | Presidente       | Ideología        | Adhesión                  |
| ------- | ---------------------------------- | ---------------- | ---------------- | ------------------------- |
|         | Alianza por la República           | Macky Sall       | Liberalismo      | 2012 - presente           |
|         | Alianza de las Fuerzas de Progreso | Moustapha Niasse | Socialdemocracia | 2012 - presente           |
|         | Partido Socialista                 | Vacante          | Socialdemocracia | 2012 - presente           |
|         | Rewmi                              | Idrissa Seck     | Liberalismo      | 2012-2013 2020 - presente |

## Resultados electorales

### Elecciones legislativas
| Año  | Líder del partido | Votos     | %      | Escaños | +/–   | Posición |
| ---- | ----------------- | --------- | ------ | ------- | ----- | -------- |
| 2012 | Macky Sall        | 1,040,899 | 53.06% | 119/150 | Nuevo | 1º       |
| 2017 | Mahammed Dionne   | 1,637,761 | 49.47% | 125/165 | 6     | 1º       |
| 2022 | Aminata Touré     | 1,518,137 | 46.56% | 82/165  | 43    | 1º       |